# Carl Barks' Samlede Værker
Carl Barks' Samlede Værker er en serie luksusbøger fra Egmonts nordeuropæiske afdelinger i Danmark, Norge, Sverige og Tyskland samt tilsvarende udgaver fra Disneys finske og spanske licenshavere.
Serien samler alle Carl Barks' tegneserier og omslag skrevet og/eller tegnet for Disney, omkring 500 historier på omkring 6 500 sider foruden 1 500 sider artikler om Barks kunstnerkarriere, skrevet af Geoffrey Blum. Serien blev kun solgt i abonnement og i begrænset antal.
Serien består af 30 bind samlet i ti kassetter. I Norge fortsatte serien med Barks' andet arbejde end Disney-tegneserier (vittighedstegninger, ikke-Disney-tegneserier, tegnefilmsskitser og malerier) samlet i fire tilsvarende luksusbind sammen med to oversigtsbøger om Barks arbejde. De sidste fire af disse seks bind udkom også på svensk.
Den spanske udgave adskiller sig fra de nordeuropæiske ved at være i mindre format, ved at indeholde artikler af Alfons Moliné i stedet for Blum, og ved at blive solgt enkeltvis uden begrænsning. Serien stoppede efter 4 bind.

## Udgaver
Danmark: Carl Barks' Samlede Værker, 1800 nummererede eksemplarer
 Finland: Carl Barksin kootut, 3200 nummererede eksemplarer
 Norge: Carl Barks Samlede Verk, 2500 nummererede eksemplarer
 Sverige: Carl Barks Samlade Verk, 2000 nummererede eksemplarer
 Tyskland: Carl Barks Collection, 3333 nummererede eksemplarer
 Spanien: Biblioteca Carl Barks

## Bøger i serien
| Nr. | Periode   |
| --- | --------- |
| I   | 1942-1943 |
| II  | 1944-1945 |
| III | 1945-1946 |
| IV  | 1947      |
| V   | 1947-1948 |
| VI  | 1948-1949 |

| Nr.  | Periode   |
| ---- | --------- |
| VII  | 1949-1950 |
| VIII | 1950-1951 |
| IX   | 1951-1952 |
| X    | 1952-1953 |
| XI   | 1953      |
| XII  | 1954      |

| Nr.   | Periode   |
| ----- | --------- |
| XIII  | 1954-1955 |
| XIV   | 1955-1956 |
| XV    | 1956-1957 |
| XVI   | 1957      |
| XVII  | 1957-1958 |
| XVIII | 1958-1959 |

| Nr.   | Periode   |
| ----- | --------- |
| XIX   | 1959      |
| XX    | 1959-1960 |
| XXI   | 1960      |
| XXII  | 1960-1961 |
| XXIII | 1961-1962 |
| XXIV  | 1962-1963 |

| Nr.    | Periode   |
| ------ | --------- |
| XXV    | 1963-1964 |
| XXVI   | 1964-1965 |
| XXVII  | 1965-1966 |
| XXVIII | 1966-1968 |
| XXIX   | 1968-1972 |
| XXX    | 1972-2000 |

| Ekstra | Titel                 |
| ------ | --------------------- |
| E1     | Indeks                |
| E2     | Calgary Eye-Opener    |
| E3     | Hvem er hvem i Andeby |
| E4     | Bruno Bjørn og venner |
| E5     | Tegnefilmene          |
| E6     | Malerier og tegninger |

## Eksterne links
- ComicWiki
- Geoffrey Blums hjemmmeside Arkiveret 26. februar 2010 hos  Wayback Machine
- INDUCKS' oversigter:
  - Dansk
  - Norsk
  - Svensk
  - Finsk
  - Tysk
  - Spansk
- Norsk Carl Barks Ekstra Arkiveret 12. januar 2010 hos  Wayback Machine